# Альберто Рівера
Альберто Рівера Пісарро (ісп. Alberto Rivera Pizarro, нар. 16 лютого 1978, Пуертояно) — іспанський футболіст, що грав на позиції півзахисника.

## Клубна кар'єра
Народився 16 лютого 1978 року в місті Пуертояно. Вихованець футбольної школи клубу «Реал Мадрид». Альберто дебютував у першій команді у віці 17 років 10 червня 1995 року, забивши в переможному матчі перемогу з «Сельтою», коли чемпіонська гонка була практично за «Реалом». В результаті незважаючи на те, що це був його єдиний матч за першу команду в сезоні 1994/95, він виграв чемпіонство.
Надалі гравець по два сезони виступав за третю команду «Реал Мадрид C», взявши участь у 68 матчах Сегунди Б, та другої команди, «Реал Мадрид Кастілья», що грала у Сегунді, після чого сезон 1999/00 провів на правах оренди в «Нумансії», зігравши 29 ігор, в яких забив один гол і допоміг врятувати команду від вильоту з Прімери. Після повернення в «Реал» Рівері вдалося зіграти ще 2 матчі за «вершкових» в Прімері, вигравши з ними чемпіонат сезону 2000/01, а також дебютував у Лізі чемпіонів в матчі проти «Спартака» у Москві 7 листопада 2000 року.
У січні 2002 року Рівера був відданий в оренду в французький «Марсель», де дограв сезон, після чого перейшов у клуб другого іспанського дивізіону «Леванте», за який виступав протягом трьох сезонів будучи основним гравцем. а у другому сезоні 2003/04, забивши 11 голів допоміг команді вийти до елітного дивізіону.
2005 року, після того як «Леванте» вилетіло з вищого дивізіону, Рівера вирішив залишитись у Прімері і уклав контракт з клубом «Реал Бетіс», у складі якого провів наступні чотири роки своєї кар'єри гравця. Більшість часу, проведеного у складі «Реала Бетіс», був основним гравцем команди.
В середині червня 2009 року, коли і «Бетіс» вилетів до Сегунди, Альберто на правах вільного агента перейшов у «Спортінг» (Хіхон), возз'єднавшись з колишнім тренером по «Леванте» Мануелем Пресіадо. Граючи у складі хіхонців Альберто також здебільшого виходив на поле в основному складі команди, провівши у команді три повноцінні сезону. У свій останній рік він знову вилетів з командою із Ла Ліги, таким чином Альберто вилетів до Сегунди із трьома клубами поспіль.
Завершив професійну ігрову кар'єру у клубі «Ельче», за який виступав протягом 2012—2014 років. У першому з них Альберто був основним і допоміг команді вийти до Ла Ліги, втім там грав значно менше, провівши лише 13 ігор у еліті.

## Виступи за збірні
1993 року дебютував у складі юнацької збірної Іспанії (U-16). У 1997 році з командою до 20 років поїхав на молодіжний чемпіонаті світу 1997 року в Малайзії, де іспанці із Ріверою вилетіли у чвертьфіналі, а він забив на турнірі два голи. Загалом на юнацькому рівні взяв участь у 34 іграх, відзначившись 12 забитими голами.

## Титули і досягнення

### Командні
- Чемпіон Іспанії (2):

«Реал Мадрид»: 1995–96, 2000–01
- Володар Суперкубка Іспанії (2):

«Реал Мадрид»: 2001

### Особисті
- Нагорода Fair Play Іспанської ліги: 2010–2011[6]